# Bustillo de Chaves
Bustillo de Chaves é um município da Espanha na província de Valladolid, comunidade autónoma de Castela e Leão, de área 21,90 km² com população de 107 habitantes (2007) e densidade populacional de 4,89 hab./km².

## Demografia
| Variação demográfica do município entre 1991 e 2004 | Variação demográfica do município entre 1991 e 2004 | Variação demográfica do município entre 1991 e 2004 | Variação demográfica do município entre 1991 e 2004 |
| --------------------------------------------------- | --------------------------------------------------- | --------------------------------------------------- | --------------------------------------------------- |
| 1991                                                | 1996                                                | 2001                                                | 2004                                                |
| 119                                                 | 100                                                 | 99                                                  | 102                                                 |